# Mellicta lepontica
Mellicta lepontica är en fjärilsart som beskrevs av Rütimeyer 1943. Mellicta lepontica ingår i släktet Mellicta och familjen praktfjärilar. Inga underarter finns listade i Catalogue of Life.